# Grot van Tafoughalt
De grot van Tafoughalt, vaak geschreven als Taforalt (Arabisch: مغارة تافوغالت magharat tafughalt) of Grot van de Duiven (Frans: Grotte des Pigeons, Engels: Cave of the Pigeons) is een grot en archeologische vindplaats nabij het gelijknamige dorp in de provincie Berkane, regio Aït Iznasen, Marokko. Het is mogelijk de oudste begraafplaats in Noord-Afrika, en bevatte minstens 34 skeletten van adolescenten en volwassenen uit het Ibéromaurusien, daterend uit de periode van 15.100 en 14.000 jaar geleden. Verder is er archeologisch bewijs dat deze groep tussen 23.200 en 12.600 jaar geleden gebruik maakte van de grot. Ook uit de periode van het Atérien, ongeveer 85.000 jaar geleden, zijn gebruikssporen aangetroffen.   
Er is archeologisch bewijs voor bewoning tijdens het Ibéromaurusien evenals voor bewoning tijdens het voorafgaande Atérien, teruggaand tot 85.000 BP.  

## Beschrijving
Menselijke bewoning en natuurlijke processen hebben in de grot een tot 10 m dikke reeks archeologische lagen actergelaten, die dateren van ten minste 85.000 tot 10.000 BP. Deze bewoningslagen omvatten lithische industrieën uit de Middle Stone Age (pre-Atérien en Atérien) en laatpaleolithicum (Ibéromaurusien) plus een ongebruikelijke niet-Levallois-industrie tussen het Atérien en het Ibéromaurusien die dateerde uit circa 24.500 BP.  
Bij opgravingen van de lagen uit het Ibéromaurusien daterend van 15.100 tot 14.000 BP zijn tientallen graven gevonden, waarvan sommige bewijs tonen van postmortale verwerking. Sommige tonen mogelijk begrafenisrituelen met dierlijke resten, waaronder hoorns, kaken, een hoef en een tand. De diepe en sterk gelaagde bodem van de grot heeft onder andere haarden, stenen werktuigen en schelpenkralen opgeleverd, naast een verscheidenheid aan artefacten uit verschillende periodes. De droogte van de grot heeft bijgedragen aan het opmerkelijke niveau van conservering van de overblijfselen en artefacten. 

## Geografie
De locatie is omgeven door steile heuvels, rotsachtige bergen en de natuurlijke vegetatie van de thermo-mediterrane biozone, waaronder Tetraclinis articulata en Pinus halenpensis. De hoofdingang van de grot opent zich naar het noordoosten en heeft een oppervlakte van meer dan 400 m2. Tegenwoordig ligt de locatie ongeveer 40 km van de Middellandse Zeekust en op een hoogte van 720 m boven zeeniveau. 

## Cultuur
De oudste lagen dateren van 85.000 tot 82.000 BP en bevatten bewijs van een pre-Atérien-industrie, zonder aanwijzingen voor de Levalloistechniek. De volgende lagen bevatten zijschrabbers, kleine radiale Levallois-kernen en dunne, tweezijdig bewerkte bladvormige punten typerend voor het Atérien. Deze Atérienlagen werden gedateerd van meer dan 40.000 tot ongeveer 32.000 BP, hoewel ander onderzoek heeft uitgewezen dat er tot 25.000 BP een niet-Levallois-industrie op de vindplaats heeft voortgeduurd.     
Vanaf ongeveer 21.000 BP overweegde de Ibéromaurusien-industrie, gekenmerkt door microlithische klingen. Deze Ibéromaurusienlagen bevatten microlithische resten, struisvogeleierschalen, mogelijk geritualiseerde primaire en secundaire begrafenissen en een opmerkelijke toename van resten van landslakken, wat duidt op een verandering in de voedingsgewoonten.    

## Geschiedenis van het onderzoek
De grot werd ontdekt in 1908 en opgegraven in 1944-1947, 1950-1955, 1969-1977 en 2003-2018. Veel van de veldgegevens van de eerste opgravingen zijn verloren gegaan. In 1951 ontdekte het team van Jean Roche menselijke resten die verband hielden met het Ibéromaurusien. Bij de opgravingen van Roche werden 10 meter aan archeologische afzettingen aangetroffen, waarvan de bovenste 2 to 3 m het Ibéromaurusien vertegenwoordigden. Dezezelfde stratigrafie werd ook aangetroffen bij latere opgravingen in andere delen van de grot. Vanwege de tientallen skeletten die Roche in de jaren 1950 heeft gevonden en de begrafenissen die zijn gevonden tijdens de opgravingen van Abdeljalil Bouzouggar, Nick Barton en Louise Humphrey die sinds 2003 hebben plaatsgevonden, is de grot van Tafoughalt waarschijnlijk de oudste en meest uitgebreid gebruikte bekende prehistorische begraafplaats in Noord-Afrika. 

## Stratigrafie

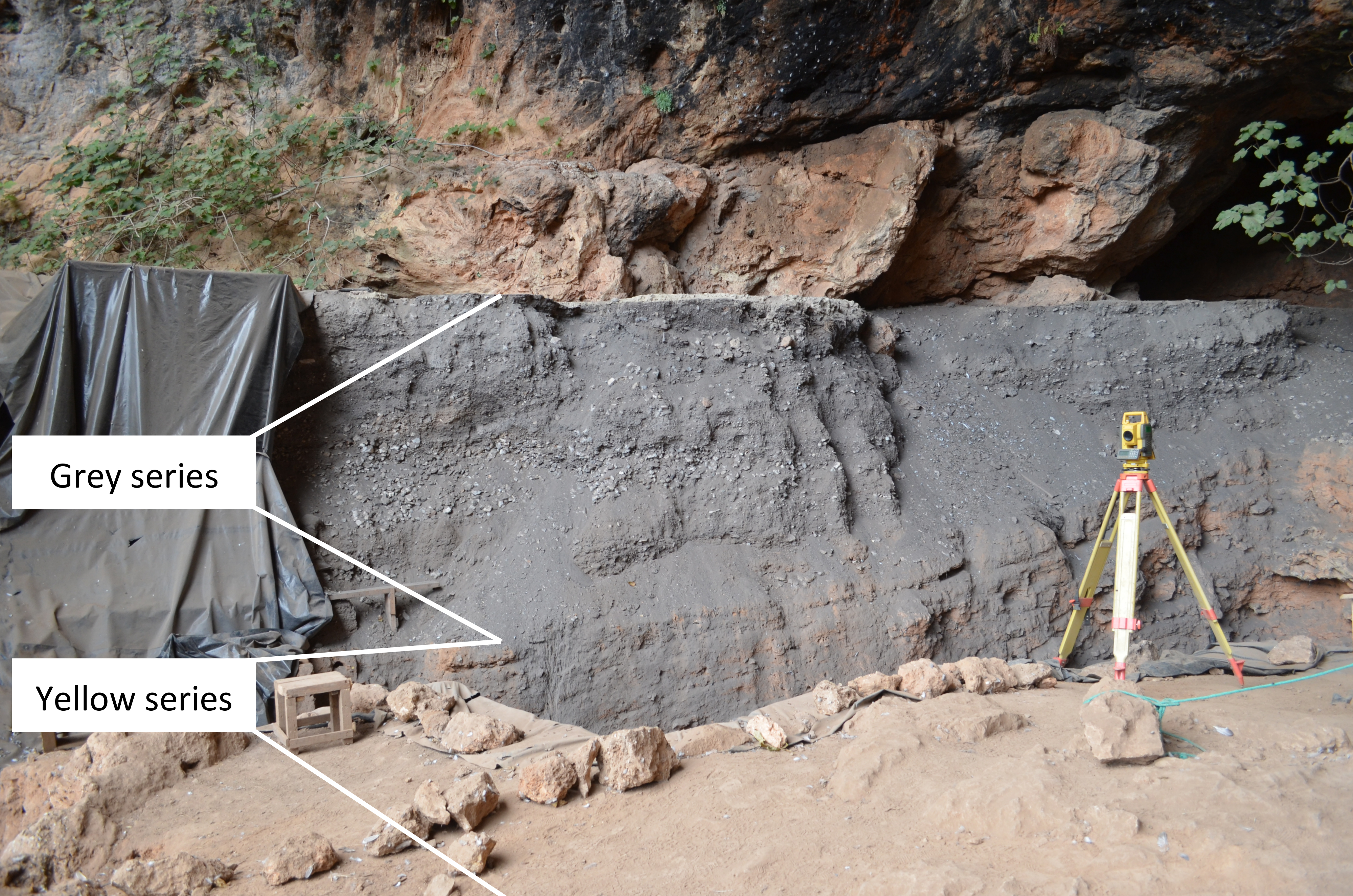
Tafoughalt's stratigrafie in sector 8: de gele reeks lijkt grijs omdat een deel van het bovenliggende grijze sediment erop is gedruppeld

De stratigrafie in de grot van Tafoughalt, die tot wel 10 m gaat zoals in het geval van Roche's opgravingen, verschilt enigszins over de hele grot, maar volgt een eenvoudig patroon gebaseerd op hun kleur: de grijze reeks ligt boven de gele reeks.  
De gele reeks beslaat de periode vanaf het begin van de bewoning van de grot, ongeveer 85.000 BP, tot circa 15.000 BP. Er is een theoretische kloof van 2000 jaar in bewoning tussen 20.000 en 18.000 BP, waarbij deze steriele laag is opgemerkt in sector 8 van Bartons opgravingen, hoewel andere opgravingen nabij de ingang van de grot deze bevinding in twijfel trekken. De gele reeks wordt geassocieerd met Levallois-artefacten van het Atérien, evenals met het vroege Ibéromaurusien. 
De bovenliggende grijze reeks dateert van circa 15.000 tot 12.500 BP en is dus in een tijdsbestek van ongeveer 2500 jaar opgebouwd. De grijze reeks, die geassocieerd wordt met het late Ibéromaurusien, wordt gekenmerkt door uitgebreide haarden en houtskoolafzettingen (vandaar de kleur), en bevat alle begrafenissen op de vindplaats. De toegenomen dichtheid aan artefacten en het bewijs van voedselverwerking in de grijze reeks worden gezien als een teken van bewoning het hele jaar door, terwijl de gele reeks wordt gezien als bewijs van seizoensgebonden bewoning met af en toe periodes zonder mensen.  

## Dateringen
Met 67 koolstofdateringen is de grot de meest uitgebreid gedateerde vindplaats uit de Noord-Afrikaanse Middle Stone Age tot laatpaleolithicum. Vanaf de jaren 1960 is het gedateerd met zowel conventionele als versnelde massaspectrometrie, koolstofdatering, Optically Stimulated Luminescence, thermoluminescentie en Uranium-thoriumdatering. Als men alle data bekijkt die bij opgravingen zijn gevonden, dan strekken de bewoningsdata zich uit van 85.000 tot 12.500 BP, met een verschuiving naar sedentaire bewoning rond 15.000 BP. Met behulp van lokale milieugegevens kan men de jaarlijkse gang van de locatie vaststellen, aangezien een groot deel van de moderne vegetatie door de prehistorische bevolking werd gebruikt en een vast seizoensgebonden proces van voedselproductie volgde. De aanwezigheid van plantenresten die in het voorjaar werden verzameld geeft aan dat de grot of de nabije omgeving in dat seizoen bewoond werden. Informatie over de omgevingsomstandigheden tijdens de verschillende fasen van grotbewoning is beschikbaar via zowel houtskool als bewijsmateriaal van kleine zoogdieren. Een opvallend kenmerk van het houtskoolarchief betreft de wisselende aanwezigheid van cederhout in de C-F-reeks. Cedrus groeit momenteel in Marokko alleen op een hoogte van ongeveer 1.300 tot 2.600 m in het Rifgebergte, de Midden-Atlas en de oostelijke Hoge Atlas. De aanwezigheid ervan in het Tafoughalt-bodemarchief benadrukt een significante verschuiving in de vegetatie sinds het Holoceen. In het bijzonder werd de door Barton opgegraven vegetatie in groep E gedomineerd door de aanwezigheid van Cedrus atlantica en bladverliezende Quercus, waarbij de laatste afneemt ten koste van Cedrus. Dit komt overeen met een afkoeling en uitdroging van het milieu die gepaard ging met een verandering naar een bergklimaat. Deze klimaatverandering viel samen met de data die uit groep E zijn gevonden en bevestigden deze.   

## Vondsten

### Artefacten
De lithische assemblages die zijn opgegraven in de grot van Tafoughalt weerspiegelden een breed scala aan technologieën en omvatten ongeretoucheerde en geretoucheerde afslagen en microklingen, enkele en tegenover elkaar gelegen platform-microklingkernen, keien, kerfresten, La Mouillah-punten, gerugde microklingen, Ouchtata-microklingen, stompe rugmicroklingen, zijschrabbers, grote bifaciale werktuigen, schelpkralen geassocieerd met bifaciale bladpunten en getande werktuigen geassocieerd met het Atérien, en mogelijke steenpaletten.

### Dierlijke resten
De dierlijke resten die op de vindplaats zijn gevonden lijken grotendeels voedselafval te zijn, hoewel opgravingen in de jaren 1950, 2000 en 2010 begrafenissen onthulden in verband met antilopehoorns, runderhoorns en minstens één paardentand. De meer sedentaire grijze reeks omvatte een substantieel deel van de landmollusca-resten in combinatie met haarden, wat duidt op een uitgebreide verzameling en bereiding van landslakken. De vroegste lagen van ongeveer 80.000 BP bevatten schelpkralen van Nassarius gibbosulus, maar uit analyse van deze schelpen blijkt dat ze langs de Middellandse Zeekust werden verzameld nadat ze dood waren. Aslenzen uit de Atérien-niveaus rond 80.000 BP bevatten grote Otala punctata die duiden op kleinschalige exploitatie van landslakken vóór de grijze reeks. 

### Vegetatieresten
De plantensoorten die in de grot zijn aangetroffen geven een idee hoe de omgeving eruitzag tijdens de periodes van menselijke bewoning. De verkoolde resten van eikels van de steeneik, pijnboompitten van de zeeden, jeneverbes, terpentijnboom en wilde haver zijn teruggevonden nadat ze waarschijnlijk door de bewoners waren verzameld en verwerkt.  

### Menselijke resten
Sector 10, opgegraven door Humphrey, en de graflagen die in de jaren 1950 door Roche zijn opgegraven, vormden een aaneengesloten en ruimtelijk afgebakend collectief grafgebied met tientallen dicht op elkaar liggende graven. De aanwezigheid van zowel gearticuleerde als losse botten wijst erop dat het grafgebied op grote schaal werd gebruikt en hergebruikt. Er zijn aanwijzingen dat er sprake was van secundaire begraving en selectieve verwijdering van botten, waardoor eerdere begravingen vaak werden verstoord. Sommige begrafenissen werden bedekt met grote stenen om verstoringen door toekomstige begrafenissen te voorkomen. Bij de opgravingen van Roche werd oorspronkelijk geschat dat men de resten van ongeveer 180 individuen had gevonden, maar later onderzoek stelde deze schatting bij tot tussen de 35 en 40 individuen. Roche had deze resten niet direct gedateerd, maar op basis van de stratigrafie kwamen ze uit een grotere diepte en waren dus ouder dan die in sector 10. Bij de recente opgravingen in sector 10 zijn 13 gedeeltelijk gearticuleerde skeletten aangetroffen, samen met een aantal losse botten. Zeven botmonsters uit sector 10 leverden schattingen op van een leeftijd van ongeveer 15.077 tot 13.892 BP, wat overeenkomt met de basis van de grijze reeks-afzettingen die zijn aangetroffen bij opgravingen in sector 8. Begrafenissen die zich aan de voorkant van de grot bevinden en die hoger in de afzettingen liggen zijn waarschijnlijk steeds jonger en komen dus overeen met de hogere niveaus in de grijze reeks-afzettingen die in sector 8 zijn aangetroffen.  
Uit de grafvondsten bleek dat er verschillende soorten begrafenisrituelen hebben plaatsgevonden. Bij sommige resten leek het erop dat het om primaire inhumaties ging, terwijl bij andere resten sprake leek te zijn geweest van secundaire inhumatie nadat ze waren verwijderd voor mogelijke rituele praktijken. Bewijs van opzettelijke post-mortem modificatie omvatte snijwonden die niet duiden op kannibalisme en uitgebreide okerkleuring, waarbij één graf, Graf XII, een individu bevatte met zowel snijwonden als okerkleuring op het grootste deel van het bijna intacte skelet. Naast de Ibéromaurusien-graven leverden Roche's opgravingen in de jaren 1950 een enkele onderkaak op uit de Atérien-niveaus. 
Uit een analyse uit 2003 van kauw- en niet-kauwmodificaties aan het gebit bij de resten die in de jaren 1950 zijn gevonden, bleek dat er sprake was van een zeer hoog percentage (90%) avulsie van de bovenste centrale snijtanden, wat vervolgens leidde tot een toegenomen gebruik van de proximale tanden. Het ritueel verwijderen van tanden was ook elders in deze regio bekend op andere momenten in de prehistorie en geschiedenis, en vond waarschijnlijk plaats tijdens de overgang naar volwassenheid. De voedselverwerkende taken van de tanden werden weerspiegeld in de vele afschilferingen, wat mogelijk duidt op een dieet met veel botten en schelpen. De helft van de overgebleven tanden (51,2%) vertoonde cariës, terwijl bij archeologische jagers-verzamelaars het percentage cariës naar verwachting tussen de 0% en 14,3% zou liggen en bij landbouwers tussen de 2,2% en 48,1%. Deze hoge aantallen zijn waarschijnlijk het resultaat van de eikels en pijnboompitten die verzameld en verwerkt werden, wat resulteerde in fermenteerbare koolhydraten. De vrouwen in de populatie vertoonden niet dezelfde proximale tandslijtage, aangezien hun bovenste centrale snijtanden doorgaans niet werden verwijderd. 
Uit een analyse van niet-metrische gebitskenmerken uit 2000 bleek dat er sprake was van genetische continuïteit vanaf het terminale Pleistoceen in de Ibéromaurusien- en Capsien-gebieden. Op basis van het gebit ontdekte Joel D. Irish een verwantschap tussen de Ibéromaurusiërs, met name die uit de grot van Tafoughalt, en latere exemplaren uit de Maghreb en andere Noord-Afrikaanse gebieden. Aldus werd een zekere mate van continuïteit van de bevolking op de lange termijn in de Maghreb en de omliggende regio vastgesteld, terwijl er sprake was van een grotere heterogeniteit van de bevolking over geheel noordelijk Afrika tijdens het Laat-Pleistoceen, met sterke verschillen met Jebel Sahaba in Soedan, maar overeenkomsten tussen Tafoughalt en Afalou Bou-R’mel. 
In 1999 bestudeerden Colin Groves en Alan Thorne drie Noord-Afrikaanse monsters uit het Pleistoceen/Holoceen. Tafoughalt werd beschreven als "kaukasoïde" en leek op Europeanen uit het late Pleistoceen, terwijl Afalou tot een tussencategorie behoorde. Daarentegen werden de Soedanese overblijfselen uit Jebel Sahaba beschreven als "negroïde". 

## Werkzaamheden
De bewoners van de grot van Tafoughalt waren jagers-verzamelaars met de kennis om planten en dieren te oogsten, zoals de archeologische context suggereert. Sommige van de begrafenissen bevatten bewijs van manden en maalstenen die werden gebruikt voor de bereiding van voedsel. Een deel van het voedsel dat ze uit hun omgeving verzamelden omvatte eikels, pijnboompitten en landweekdieren. De site toonde bewijs dat de mensen die in dit gebied woonden de grot tijdens de grijze reeks het hele jaar door gebruikten, terwijl ze er tijdens de gele reeks seizoensgebonden verbleven. De geperforeerde zeeschelpen die aanwezig waren op het 85.000-82.000 jaar oude niveau van Tafoughalt, evenals bij andere vindplaatsen uit die periode in de nabijgelegen Maghreb, weerspiegelen een uitwisselingsnetwerk dat waarschijnlijk bestond om schelpen te leveren aan gemeenschappen 40 km van de kust (Tafoughalt) en verder. Hoewel de betekenis achter de kralen niet kan worden achterhaald, duiden de aanwezigheid van een ogenschijnlijk wijdverbreid uitwisselingsnetwerk om hun transport te vergemakkelijken en het feit dat ze werden bewerkt voor blijkbare versiering, op een bepaalde betekenis achter de kralen. 

## Werelderfgoedstatus
De site werd op 1 juli 1995 toegevoegd aan de voorlopige lijst van UNESCO-werelderfgoed, in de categorie cultuur onder de naam "Grotte de Taforalt". 

## Oud DNA
In 2018 voerden van de Loosdrecht et al. de eerste aDNA-testen uit op de oude Tafoughalt-individuen, die direct gedateerd werden op tussen 15.100 en 13.900 BP. De monsters uit Tafoughalt zijn de oudste menselijke DNA-monsters uit Afrika die tot nu toe zijn teruggevonden. Er werd DNA-analyse uitgevoerd op zeven personen: zes mannen en één vrouw. Slechts vijf van de individuen, waaronder vier mannen, met een hogere dekking van het genoom, werden gebruikt voor de nucleaire DNA-analyse.  
Uit een analyse van nucleair DNA blijkt dat alle Tafoughalt-individuen nauw aan elkaar verwant waren. Dit wijst erop dat er in het verleden sprake was van een populatieflessenhals. Loosdrecht ontdekte dat de Tafoughalt uit drie hoofdcomponenten bestonden: een Holoceen West-Euraziatisch/Levantijns component, een Hadza-achtig jager-verzamelaarscomponent uit Zuidoost-Afrika en een West-Afrikaans component. Volgens Loosdrecht vertoonde het West-Euraziatische component de relatief nauwste genetische verwantschap met oude epipaleolithische Natufische individuen, met een iets grotere verwantschap met deze Natufische individuen dan met de latere neolithische Levantijnen. Uit een scenario met tweerichtingsvermenging, waarbij Levantijnen uit het Holoceen en moderne West-Afrikaanse monsters als referentiepopulaties werden gebruikt, bleek dat de Tafoughalt-individuen voor 63,5% aan de Levantijnen verwant waren en voor 36,5% aan Sub-Saharaans Afrika, zonder bewijs voor een aanvullende genenstroom vanuit het Epigravettien van laatpaleolithisch Europa. De Tafoughalt-individuen vertonen ook bewijs van beperkte neanderthaler-voorouders. 
In vergelijking met moderne populaties vormen de Tafoughalt-individuen een afzonderlijke groep. Ze blijken echter wel te groeperen tussen mensen uit West-Azië of moderne Noord-Afrikanen en West-/Oost-Afrikanen. De Tafoughalt-individuen vertoonden ook een hogere mate van Sub-Sahara-Afrikaanse voorouders dan moderne Noord-Afrikanen. Het Sub-Sahara-DNA van de Tafoughalt-individuen vertoonde de grootste verwantschap met dat van moderne West-Afrikanen (bijvoorbeeld Yoruba of Mende). Naast de gelijkenis met het overblijfsel van een meer basale Sub-Sahara Afrikaanse afstammingslijn (bijvoorbeeld een basale West-Afrikaanse afstammingslijn die gedeeld wordt door Yoruba en Mende), kan het Sub-Sahara-DNA in de Tafoughalt-individuen van het Ibéromaurusien het best vertegenwoordigd worden door moderne West-Afrikanen. Aizpurua-Iraola, Julen et al. (2023) stelden echter dat geen van de huidige (Hadza/Oost/West) of oude Holocene Afrikaanse groepen een geschikte proxy-populatie bleek te zijn voor de bron van deze component. 
Uit een DNA-analyse uit 2018 bleek dat de Tafoughalt-individuen behoorden tot de mtDNA-haplogroepen U6a en M1b, evenals tot de Y-DNA-haplogroep E1b1b1a1 (M78), die nauw verwant is aan de sublijn E1b1b1b (M123) die is waargenomen in skeletresten die behoren tot de epipaleolithische Natufische en pre-keramische neolithische culturen van de Levant, wat mogelijk duidt op een genenstroom. 
Volgens Loosdrecht werd aangenomen dat de Natufische monsters, die chronologisch gezien enkele duizenden jaren jonger zijn dan de Tafoughalt-monsters, geen substantiële Afrikaanse voorouders hadden. De onderzoekers stelden ook de hypothese op dat een Maghrebijns evolutiecentrum voor de Natufisch-verwante voorouders alleen aannemelijk kon zijn als de vermenging die werd voorgesteld voor de Tafoughalt-individuen plaatsvond nadat de populatie die de voorouders van de Natufiërs waren, naar de Levant was verhuisd of als die vermenging een plaatselijk beperkt fenomeen was in Tafoughalt. 
Iosif Lazaridis et al. (2018), zoals samengevat door Rosa Fregel (2021), betwistten de conclusie van Loosdrecht (2018) en betoogden in plaats daarvan dat de Ibéromaurusien-populatie van het laatpaleolithische Noord-Afrika, vertegenwoordigd door Tafoughalt, beter kon worden gemodelleerd als een vermenging tussen een Dzoedzoeana-achtige West-Euraziatische component en een Oud Noord-Afrikaanse component, die een nog eerdere splitsing kon vertegenwoordigen dan de Basale Euraziërs. Iosif Lazaridis et al. (2018) betoogden ook dat een Ibéromaurusien/Tafoughalt-achtige populatie bijdroeg aan de genetische samenstelling van de Natufiërs en niet andersom, en dat deze Ibéromaurusien/Tafoughalt-lijn ook ongeveer 13% van de voorouders bijdroeg aan moderne West-Afrikanen, in plaats van dat de Tafoughalt voorouders hadden van een onbekende bron in Sub-Sahara Afrika.   
Er werd een fenotypische analyse uitgevoerd op vier Tafoughalt-individuen met een hogere genomische dekking. De geteste individuen droegen geen van beide afgeleide SLC24A5-allelen geassocieerd met een lichtere huidskleur, het afgeleide OCA2-allel geassocieerd met blauwe oogkleur, of het afgeleide MCM6-allel geassocieerd met lactasepersistentie. Er werd echter vastgesteld dat ze het voorouderlijke SLC24A4-allel droegen dat geassocieerd wordt met een donkere oogkleur, wat suggereert dat de West-Euraziatische migrantengroep mogelijk nog geen lichte huidskleur had ontwikkeld.